# 51 Andromedae
51 Andromedae is een ster in het sterrenbeeld Andromeda. 51 Andromedae heeft geen bayernaam ondanks het feit dat Johannes Bayer hem wel in zijn boek had opgenomen, hij had hem echter gecategoriseerd in het sterrenbeeld Perseus als Upsilon Persei. De ster staat ook bekend als Nembus.
51 Andromeda is K type oranje reuzenster met een magnitude 3,59.